# Fundacja Kultura Obrazu
Fundacja Kultura Obrazu – polskie stowarzyszenie fotograficzne z siedzibą w Katowicach, działające w latach 2010–2025 celem upowszechniania fotografii i sztuk wizualnych oraz promocji twórczości fotograficznej.

## Historia
Fundacja została zarejestrowana 13 października 2010 roku, jej założycielami byli górnośląscy fotografowie – Anna Sielska, Michał Łuczak, Krzysztof Szewczyk. Głównym celem założenia fundacji było utworzenia płaszczyzny do integracji fotografii z socjologią, etnografią, antropologią i innymi humanistycznymi dziedzinami nauki.
Początkowo współpracowała z różnymi instytucjami, w których fundacja organizowała gościnne wystawy fotografii. W 2016 roku w ramach projektu „Lokal na kulturę” uzyskała lokal w budynku przy ulicy ks. A. Kordeckiego 2 Katowicach. Prowadziła w nim działalność warsztatową, wystawienniczą, archiwizacyjną oraz merytoryczną. Mieściło się tam także biuro fundacji.
4 lutego 2025 roku fundacja została wykreślona z rejestru stowarzyszeń.

## Działalność

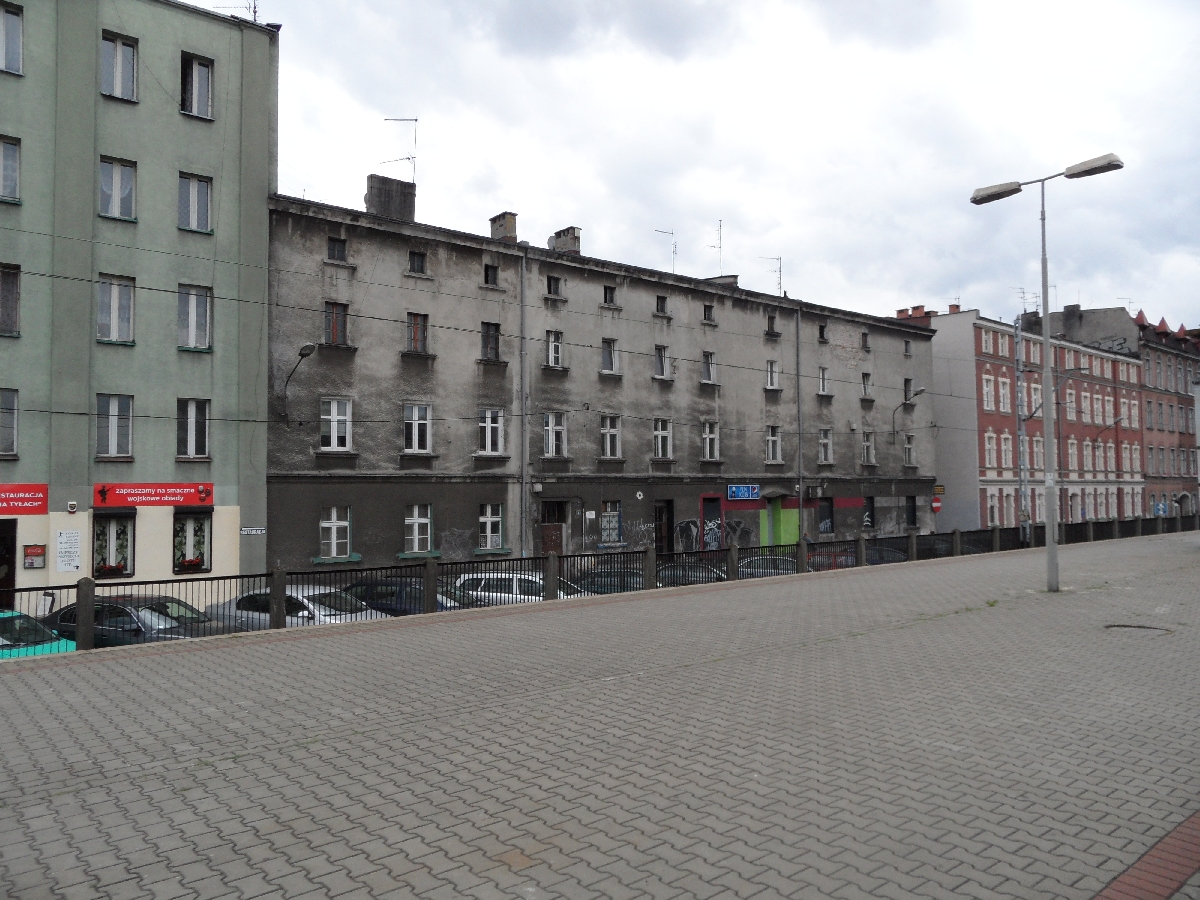
Fragment zabudowy ulicy ks. A. Kordeckiego w Katowicach (2011); po prawej stronie budynek pod nr. 2, gdzie lokal miała Fundacja Kultura Obrazu

Celem Fundacji Kultura Obrazu było promowanie, propagowanie fotografii, szczególnie fotografii artystycznej w Polsce oraz zagranicą. Prowadziła działania na rzecz integracji fotografów, środowisk fotograficznych oraz stowarzyszeń i organizacji zajmujących się fotografią. 
Współpracowała z instytucjami artystycznymi, wydawniczymi, instytucjami upowszechniania kultury oraz muzeami, m.in. z: Muzeum w Tychach, Akademią Sztuk Pięknych w Katowicach czy instytucją kultury Katowice Miasto Ogrodów. Dodatkowo z fundacją współpracowali Jan Piechota oraz Katarzyna Wolny – absolwenci Akademii Sztuk Pięknych w Katowicach, a także prowadziła współpracę władzami państwowymi oraz samorządowymi.
Prowadziła aktywną działalność wystawienniczą i wydawniczą, propagowała twórczość fotografów, a także zajmowała się edukacją fotograficzną. Była organizatorem, współorganizatorem seminariów, sympozjów, szkoleń i warsztatów. Prowadziła digitalizację powierzonych materiałów fotograficznych, a także archiwum społeczne dotyczące losów górnośląskich rodzin i kulturowej specyfiki regionu.  
Fundacja Kultura Obrazu miała swoją siedzibę w Katowicach przy ulicy Bocianów 11, na terenie dzielnicy Brynów-Osiedle Zgrzebnioka, natomiast adresem korespondencyjnym była ulica Wojewódzka 17/5 w Katowicach.

## Zarząd
Stan na styczeń 2022 roku:
- Anna Sielska – prezes Zarządu,
- Ewelina Lasota – wiceprezes Zarządu,
- Helena Zakliczyńska – wiceprezes Zarządu,
- Barbara Kubska – członek Zarządu.